# Sebastián Aparicio
Sebastián Aparicio, nativo de Puno, fue uno de los principales partícipes de la revolución del 16 de julio en La Paz, representando al sector popular de la revolución.

## Biografía

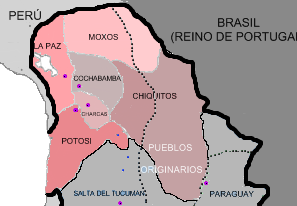
Alto Perú(1783).

Sebastián Aparicio y Averanga nació en la villa de Puno. Sus padres fueron Juan Aparicio y Antonia Averanga. De niño se trasladó con su familia a La Paz, donde se hallaban radicados otros miembros de su familia e hizo sus estudios en el Colegio Carolino. 
Finalmente no siguió la carrera eclesiástica y el 12 de febrero de 1799 contrajo matrimonio con Vicencia Giraldo, hija de Leonardo Giraldo y Gregoria Albarracín. Tuvo en su matrimonio tres hijos: Bruno (6 de octubre de 1800), Bartolomé (25 de agosto de 1802) y José Manuel (10 de abril de 1806).
Trabajaba como calígrafo y amanuense. De gran influjo en la plebe, era popularmente conocido con el seudónimo de "Talaco".
Tras la Revolución de Chuquisaca, el 16 de julio de 1809 se produjo el levantamiento en La Paz. Esa noche, junto a Manuel Cosío, fue uno de los principales movilizadores del pueblo "plebeyo" y llevó su representación ante el cabildo. Tras discutirse un "Plan de Gobierno" se formó una junta de gobierno independentista denominada Junta Tuitiva, presidida por el coronel Pedro Domingo Murillo, y que contaba como vocales al Dr.Gregorio García Lanza, Dr.Melchor León de la Barra (cura de Caquiavire), José Antonio Medina (tucumano, cura de Sicasica), presbítero Juan Manuel Mercado (chuquisaqueño), Dr.Juan Basilio Catácora y Dr.Juan de la Cruz Monje y Ortega. Se nombraron después otros vocales suplente o ciudadanos agregados: Sebastián Arrieta (tesorero), Dr.Antonio de Ávila (abogado), Francisco Diego Palacios y José María Santos Rubio (comerciantes), Buenaventura Bueno (maestro de latín) y Francisco X. Iturrez Patiño (sochantre[40] ).
Aparicio, partidario decidido de las ideas revolucionarias, fue designado por unanimidad como secretario de la Junta, con una asignación de quinientos pesos de sueldo. 
En la tarde del 18 de julio en ocasión de que la junta declarara la guerra a su ciudad natal, Puno, se dirigió nuevamente al Cabildo en representación del pueblo. 
Tras la dispersión de las tropas rebeldes el 25 de octubre en los Altos de Chacaltaya a manos del José Manuel de Goyeneche, Sagárnaga huyó al oeste, hacia las Yungas.
El 27 de octubre de 1809 los patriotas fueron derrotados el combate de Chicaloma y Aparicio fue capturado y trasladado a La Paz. Fue condenado a diez años de prisión a cumplir en el presidio de Filipinas pero tras la revolución de Cochabamba y la victoria rebelde del 14 de octubre en la Batalla de Aroma logró la libertad.
Tras la derrota de Huaqui del 20 de junio de 1811 debió exiliarse en Argentina. Resuelta la contienda en la Batalla de Ayacucho el 9 de diciembre de 1824, regresó al seno de su familia y en 1826 fue designado secretario del Cabildo. 
Falleció en 1830.